# 东芬兰大学
东芬兰大学（芬蘭語：Itä-Suomen yliopisto），是芬兰的一所大学，由原有的约恩苏大学和库奥皮奥大学合并而成。东芬兰大学在2010年1月1日成立，设有约恩苏和库奥皮奥两个主校区。

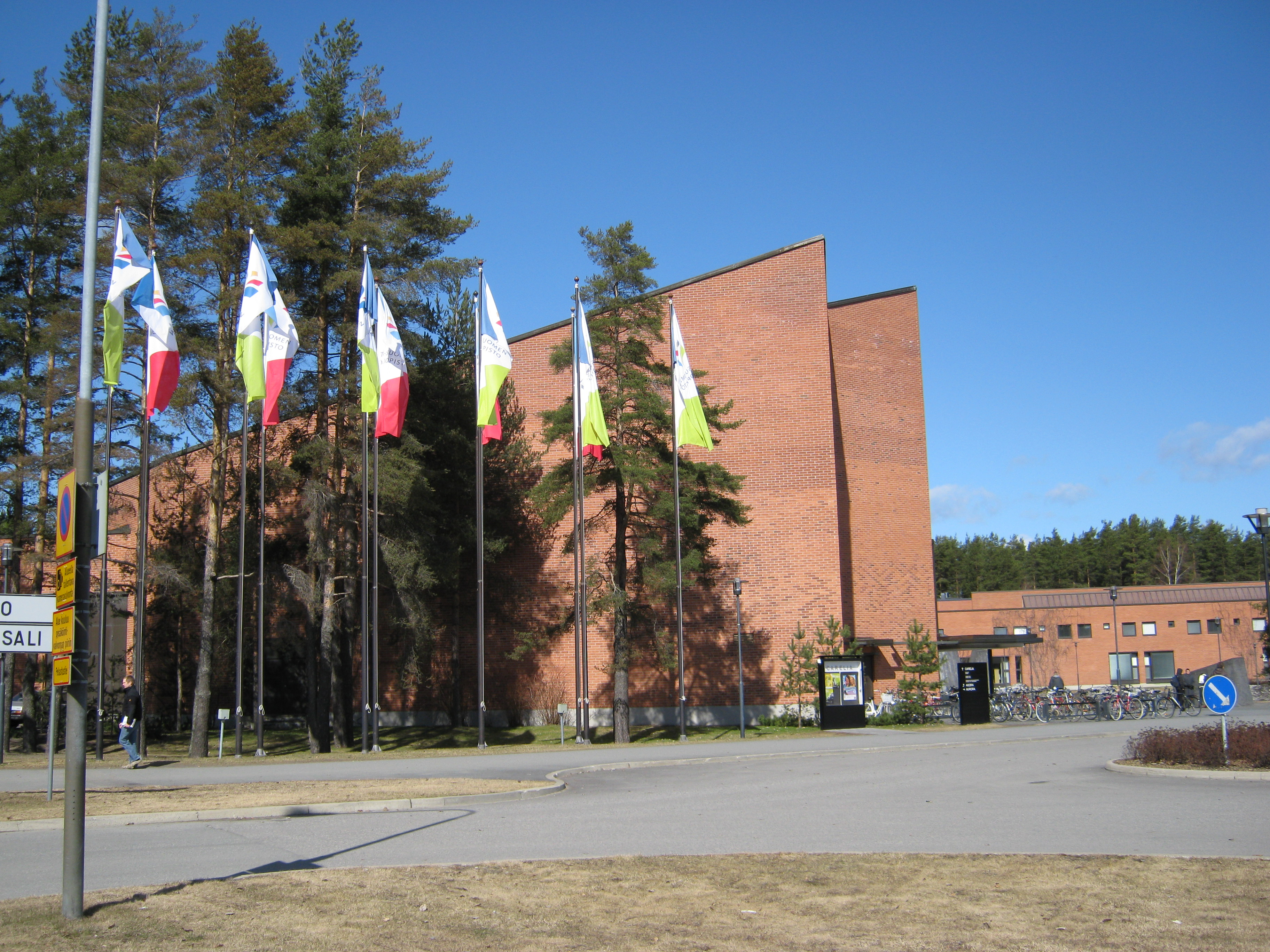
约恩苏校区的卡累利阿楼（Carelia）
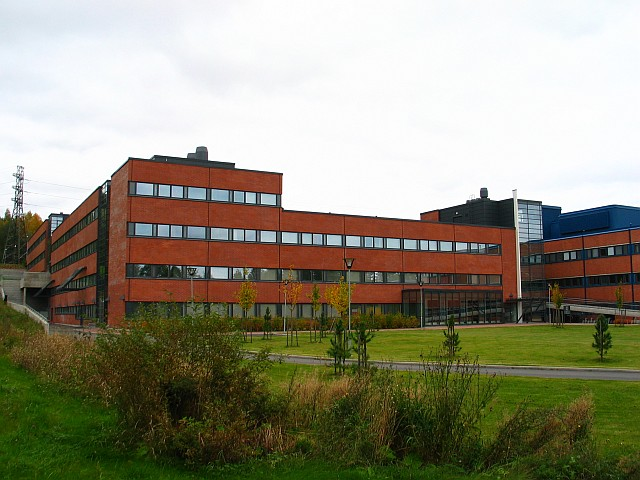
库奥皮奥校区